# Miriam Karlin
Miriam Karlin OBE, född Miriam Samuels 23 juni 1925 i Hampstead, London Borough of Camden, död 3 juni 2011 i London, var en brittisk skådespelerska.

## Rollista i urval
- 1959 – Plats på toppen
- 1960 – Miljonärskan
- 1961 – Tidernas agent
- 1962 – En läkares misstag
- 1962 – Fantomen på Stora operan
- 1962 – Vilket himla liv
- 1963 – Städligan
- 1971 – A Clockwork Orange
- 1990 – Dr. Jekyll & Mr. Hyde
- 2000 – The Man Who Cried
- 2005 – Ett fall för Dalziel & Pascoe (TV-serie)
- 2006 – Children of Men
- 2006 – Agatha Christies Marple (TV-serie)